# ییرژی شلینگر
ییرژی شلینگر (چکی: Jiří Schelinger; ۶ مارس ۱۹۵۱ – ۱۳ آوریل ۱۹۸۱) یک خواننده راک و گیتاریست اهل کشور چکسلواکی بود که به عنوان اولین هارد راک اهل چک و یک نوازنده تأثیرگذار تا به امروز شناخته می شود.